# Йожеф Шаллер
Йожеф Шаллер (угор. Schaller József, 11 квітня 1894 — 5 жовтня 1927, Будапешт) — угорський футболіст, що грав на позиції нападника. Відомий виступами, зокрема, за клуб «Уйпешт», а також національну збірну Угорщини.

## Клубна кар'єра
У складі «Уйпешт» дебютував у сезоні 1916–1917 і грав з перервою у 1924—1925 роках до сезону 1926–1927. З командою тричі ставав срібним призером Чемпіонату Угорщини і тричі бронзовим призером. Найбільш результативним для гравця став сезон 1921–1922, коли він відзначився 12-ма голами і став шостим серед найкращих бомбардирів чемпіонату.
Чотири рази у складі «Уйпешта» грав у фіналах кубка Угорщини, але щоразу його команда програвала. У 1922 році його команда у вирішальному матчі грала з «Ференцварошем» і у першій грі Шаллер відзначився голом уже на 1-й хвилині матчу, а сам матч завершився нічиєю 2:2. У переграванні «Уйпешт» поступився з рахунком з рахунком 0:1. Також був фіналістом розіграшів кубка 1923, 1925 і 1927 років, коли його команда двічі поступалась МТК (Будапешт) і одного разу тому ж «Ференцварошу».

У 1924—1925 роках грав у складі югославського клубу «Хайдук» (Кула). У 1924 році у складі збірної міста Суботиця був учасником матчів Кубка короля Олександра. У 1/4 фіналу Суботиця несподівано перемогла збірну Белграда з рахунком 3:2, а Шаллер став автором двох голів своєї команди. У півфіналі збірна Суботиці поступилась збірній міста Спліт 1:5.
У 1925 році повернувся в «Уйпешт». Загалом у складі «Уйпешта» зіграв у чемпіонаті не менше 108 матчів і забив 45 голів. Був невтомним і працьовитим гравцем, бомбардиром, що відзначався вдалою грою у штрафному майданчику при завершенні атак. 
Влітку 1927 року був учасником чвертьфінального матчу кубка Мітропи, у якому «Уйпешт» поступився в Празі «Славії» з рахунком 0:4.
Осінню 1927 року загинув у мотоциклетній аварії у віці 32-ох років.

## Виступи за збірну
5 жовтня 1919 року дебютував в офіційних матчах у складі національної збірної Угорщини в грі проти збірної Австрії (0:2).
Загалом зіграв у складі головної команди країни 3 матчі у 1919—1922 роках, голів не забивав.
У 1921 році у складі збірної Угорщина-Б став автором хет-трику у грі проти збірної міста Дебрецен.

## Досягнення
- Срібний призер Чемпіонату Угорщини: (3)

«Уйпешт»: 1920–1921, 1922–1923, 1926–1927
- Бронзовий призер Чемпіонату Угорщини: (3)

«Уйпешт»: 1916–1917, 1918–1919, 1921–1922
- Фіналіст Кубка Угорщини: (4)

«Уйпешт»: 1922, 1923, 1925, 1927

### Статистика виступів за збірну
| Дата       | Місто     | Господарі | Результат | Гості    | Турнір           | Голи | Примітки |
| ---------- | --------- | --------- | --------- | -------- | ---------------- | ---- | -------- |
| 05/10/1919 | Відень    | Австрія   | 2 – 0     | Угорщина | товариський матч | -    |          |
| 07/11/1920 | Будапешт  | Угорщина  | 1 – 2     | Австрія  | товариський матч | -    |          |
| 09/07/1922 | Стокгольм | Швеція    | 1 – 1     | Угорщина | товариський матч | -    |          |
| Усього     |           | Матчів    | 3         |          | Голів            | 0    |          |